# Paul Ehrenfest

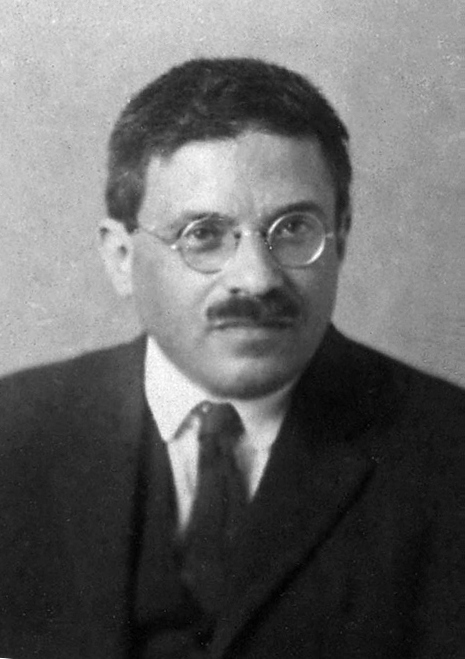
Paul Ehrenfest

Paul Ehrenfest, född 18 januari 1880, död 25 september 1933, var en österrikisk teoretisk fysiker. 1922 blev han nederländsk medborgare.

## Tidiga år
Ehrenfest studerade kemi vid Tekniska högskolan i Wien och läste även Universitetet i Wien, där han bland annat deltog i kurser anordnade av Ludwig Boltzmann. Detta fick Ehrenfest att inrikta sig på att forska i teoretisk fysik. 1901 flyttade han sina studier till Göttingen, men återkom senare till Wien, där han 1904 disputerade  på doktorsavhandlingen Die Bewegung starrer Körper in Flüssigkeiten und die Mechanik von Hertz.

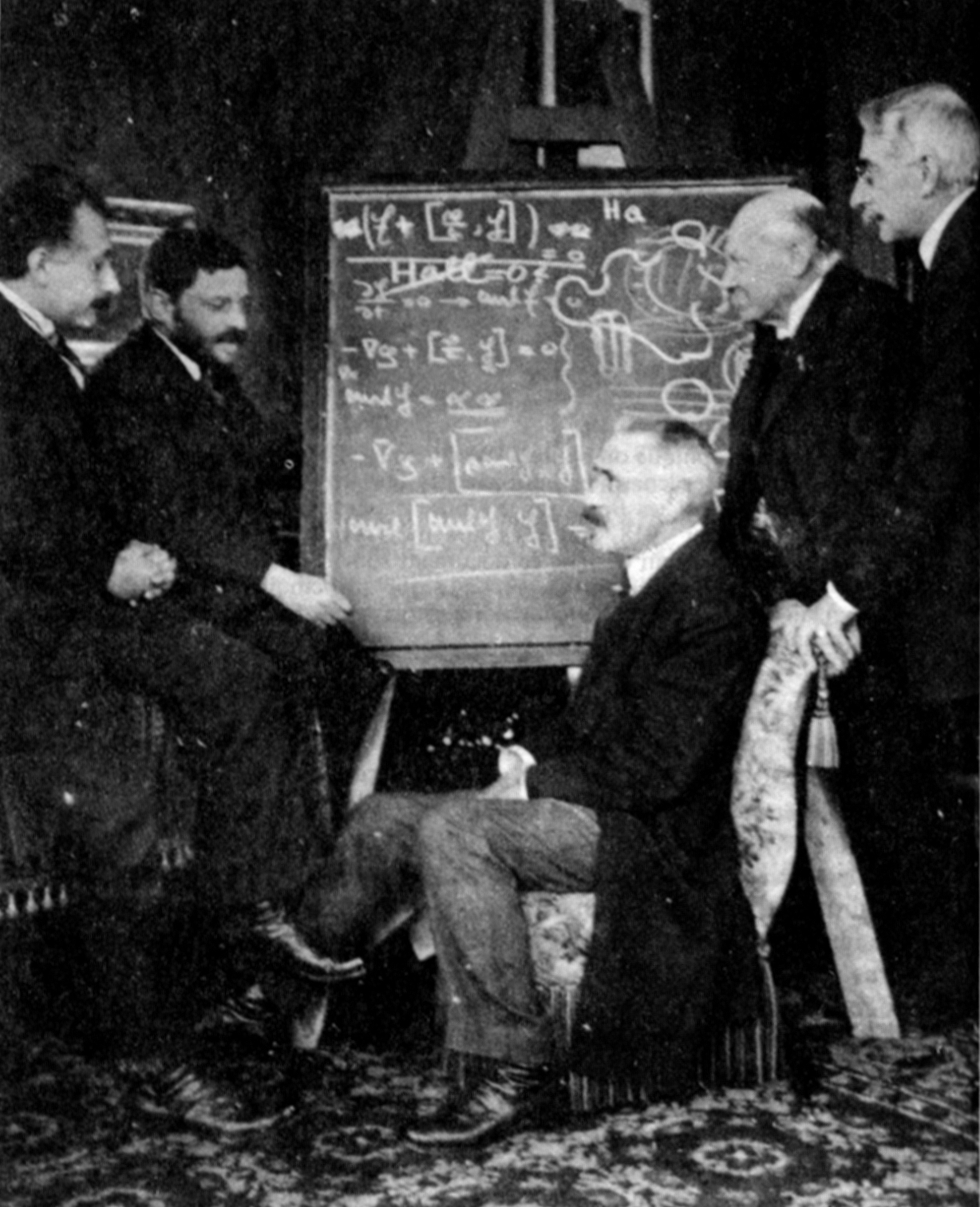
Albert Einstein, Paul Ehrenfest, Paul Langevin, Heike Kamerlingh Onnes och Pierre Weiss hemma hos Ehrenfest i Leiden

## Akademisk karriär
Ehrenfest efterträdde 1912 Hendrik Lorentz som professor i Leiden. Han gjorde betydelsefulla insatser inom både statistisk mekanik och kvantmekanik.